# Трапезная церковь Софийского монастыря
Трапезная церковь Софийского монастыря (укр. Трапезна церква Софійського монастиря); Тёплая София (укр. Тепла Софія) или Малая София (укр. Мала Софія) — бывшая трапезная церковь Софийского монастыря в Киеве, памятник архитектуры в стиле украинского барокко. Сейчас используется в качестве выставочных залов Национального заповедника «София Киевская».
Построена в 1722—1730 годах, в ней находилась церковь Вознесения Лазаря. В 1769 году реконструована при участии архитектора Ивана Григоровича-Барского, вследствие чего появился западный фронтон в стиле барокко. В 1822 году по проекту Андрея Меленского перестроена на зимнюю церковь Рождества Христова, после чего и получила название «Тёплая София». В 1869—1872 годах под руководством архитектора Николая Юргенса церковь значительно расширена и перестроена, однако в 1970 году первоначальные барочные формы частично возвращены.
Трапезная церковь занесена в перечень Всемирного наследия ЮНЕСКО под № 527 (в комплексе монастырских сооружений собора Святого Софии). Памятник культурного наследия национального значения, охранный № 1/4.
В январе 2016 года Министерство культуры Украины предоставило право пользования помещением Тёплой Софии Украинской православной церкви Киевского патриархата, что вызвало беспокойство музейщиков, активистов и Украинского национального комитета ИКОМОС, которые беспокоились об состоянии памятника. Однако, 21 февраля патриарх Филарет освятил в трапезной церкви в честь благоверного князя Ярослава Мудрого. С этого времени до открытия и после закрытия экспозиции для посещения здесь проходят богослужения.